# Cristóbal Ortega
Cristóbal Ortega Martínez (født 25. juli 1956 i Mexico City, Mexico, død omkring 2. januar 2025 (dato for annoncering)) var en mexicansk fodboldspiller midtbane.
Ortega tilbragte hele sin 18 år lange karriere, fra 1974 til 1992, hos Club América i hjembyen Mexico City. Han vandt det mexicanske mesterskab hele seks gange med klubben, ligesom det blev til tre triumfer i CONCACAF Champions League.
Ortega nåede over en periode på ni år at spille 24 kampe og score fire mål for Mexicos landshold. Han var med i Mexicos trup til både VM i 1978 i Argentina og VM i 1986 på hjemmebane.

## Titler
Liga MX
- 1976, 1984, 1985, 1986, 1988 og 1989 med América

CONCACAF Champions League
- 1978, 1997 og 1991 med América

Copa Interamericana
- 1991 med América